# New York Yankees
New York Yankees este un club american de baseball profesionist din cartierul The Bronx din New York, care evoluează în prezent în Major League Baseball(MLB), în American League(AL), Divizia de Est.

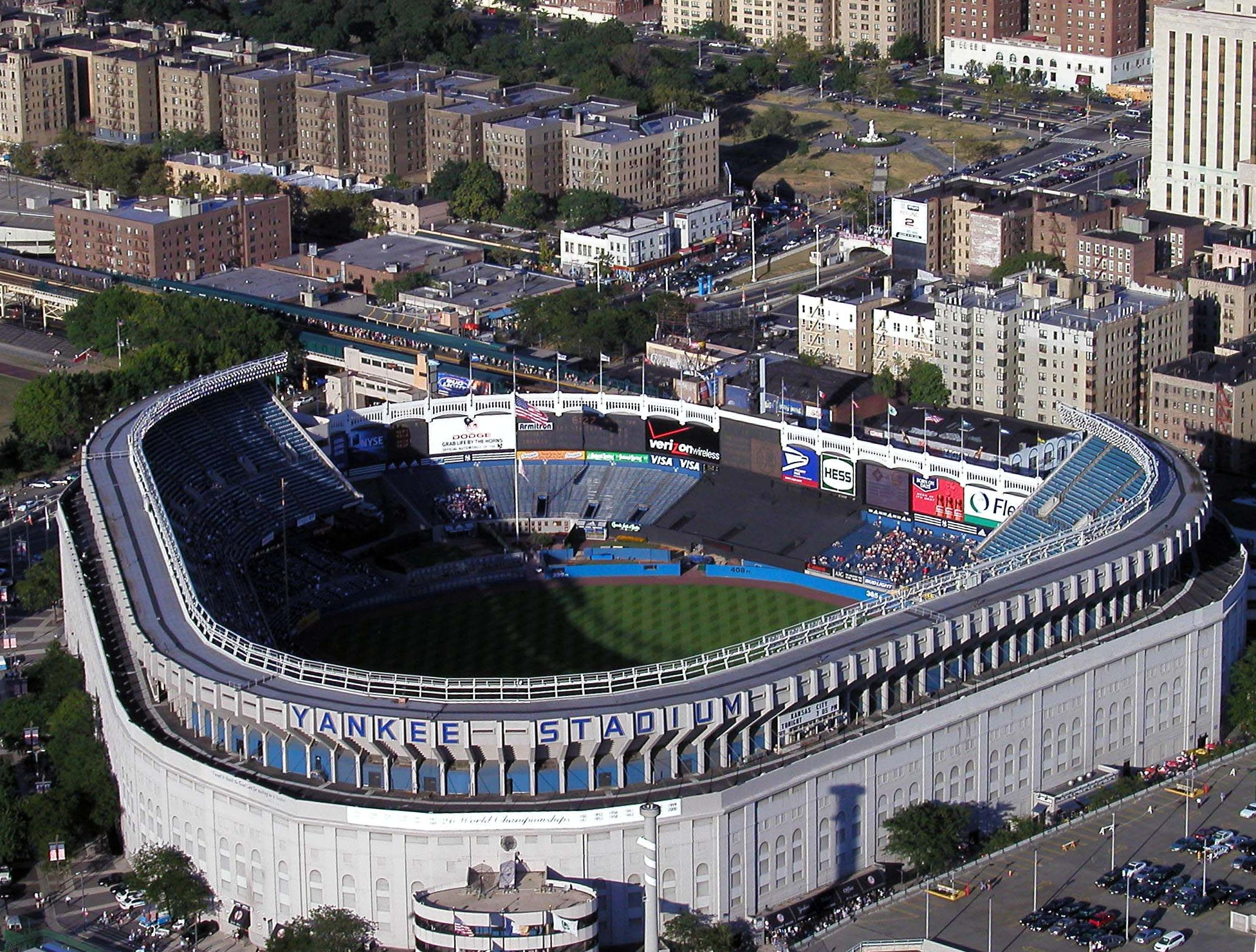
Stadionul Yankee a fost renovat între 1974 și 1975, ajungându-se la forma și structura sa actuală

## Palmares

### Campionatul World Series
Yankees au câștigat 27 de World Series, ultimull fiind în 2009, sub conducerea antrenorului Joe Girardi, când au învins-o pe Philadelphia Phillies în 6 jocuri.
| Sezon                             | Antrenor                          | Adversar                          | Scorul seriei                     | Record |
| --------------------------------- | --------------------------------- | --------------------------------- | --------------------------------- | ------ |
| 1923                              | Miller Huggins                    | New York Giants                   | 4-2                               | 98-54  |
| 1927                              | Miller Huggins                    | Pittsburgh Pirates                | 4-0                               | 110-44 |
| 1928                              | Miller Huggins                    | St. Louis Cardinals               | 4-0                               | 101-53 |
| 1932                              | Joe McCarthy                      | Chicago Cubs                      | 4-0                               | 107-47 |
| 1936                              | Joe McCarthy                      | New York Giants                   | 4-2                               | 102-51 |
| 1937                              | Joe McCarthy                      | New York Giants                   | 4-1                               | 102-52 |
| 1938                              | Joe McCarthy                      | Chicago Cubs                      | 4-0                               | 99-53  |
| 1939                              | Joe McCarthy                      | Cincinnati Reds                   | 4-0                               | 106-45 |
| 1941                              | Joe McCarthy                      | Brooklyn Dodgers                  | 4-1                               | 101-53 |
| 1943                              | Joe McCarthy                      | St. Louis Cardinals               | 4-1                               | 98-56  |
| 1947                              | Bucky Harris                      | Brooklyn Dodgers                  | 4-3                               | 97-57  |
| 1949                              | Casey Stengel                     | Brooklyn Dodgers                  | 4-1                               | 97-57  |
| 1950                              | Casey Stengel                     | Philadelphia Phillies             | 4-0                               | 98-56  |
| 1951                              | Casey Stengel                     | New York Giants                   | 4-2                               | 98-56  |
| 1952                              | Casey Stengel                     | Brooklyn Dodgers                  | 4-3                               | 95-59  |
| 1953                              | Casey Stengel                     | Brooklyn Dodgers                  | 4-2                               | 99-51  |
| 1956                              | Casey Stengel                     | Brooklyn Dodgers                  | 4-3                               | 97-57  |
| 1958                              | Casey Stengel                     | Milwaukee Braves                  | 4-3                               | 92-62  |
| 1961                              | Ralph Houk                        | Cincinnati Reds                   | 4-1                               | 109-53 |
| 1962                              | Ralph Houk                        | San Francisco Giants              | 4-3                               | 96-66  |
| 1977                              | Billy Martin                      | Los Angeles Dodgers               | 4-2                               | 100-62 |
| 1978                              | Bob Lemon                         | Los Angeles Dodgers               | 4-2                               | 100-63 |
| 1996                              | Joe Torre                         | Atlanta Braves                    | 4-2                               | 92-70  |
| 1998                              | Joe Torre                         | San Diego Padres                  | 4-0                               | 114-48 |
| 1999                              | Joe Torre                         | Atlanta Braves                    | 4-0                               | 98-64  |
| 2000                              | Joe Torre                         | New York Mets                     | 4-1                               | 96-66  |
| 2009                              | Joe Girardi                       | Philadelphia Phillies             | 4-2                               | 103-59 |
| Total World Series championships: | Total World Series championships: | Total World Series championships: | Total World Series championships: | 27     |

## Legături externe
- Baseball-Reference.com
- Baseball Almanac
- Sports E-Cyclopedia
- Bronx Baseball Daily Arhivat în 25 august 2021, la Wayback Machine.